# Ceylonosticta submontana
Ceylonosticta submontana (synoniem: Drepanosticta fraseri) is een libellensoort uit de familie van de Platystictidae, onderorde juffers (Zygoptera). Een oude naam van deze soort is Drepanosticta submontana.
De soort staat als Drepanosticta submontana op de Rode Lijst van de IUCN als kritiek, beoordelingsjaar 2006.
De wetenschappelijke naam van de soort is voor het eerst geldig gepubliceerd in 1933 door Fraser.